# DIN 1054
Die DIN-Norm DIN 1054 des Deutschen Instituts für Normung e.V. regelt die für Deutschland gültigen Sicherheitsnachweise in der Geotechnik. Inhaltlich gliedert sie sich in zwölf Abschnitte. Die ersten beiden Abschnitte nennen Anwendungsbereiche der Norm und treffen Aussagen über die normative Verweisung. Im Abschnitt drei werden Begriffe und allgemeingültige Formelzeichen eingeführt. Allgemeine Regelungen für Sicherheitsnachweise werden in Abschnitt vier erklärt. Im darauffolgenden Abschnitt fünf werden das Thema Baugrund und die notwendigen Untersuchungen näher definiert.
Abschnitt sechs charakterisiert Einwirkungen und Widerstände des Bodens. In den Abschnitten sieben bis zehn werden verschiedene Gründungsarten, wie etwa Flachgründung oder Pfahlgründung, behandelt. Angaben zu Aufschwimmen und hydraulischem Grundbruch macht Abschnitt elf. Im letzten Abschnitt wird die Gesamtstandsicherheit erläutert.
Die Norm definiert ergänzende Festlegungen zum deutschen nationalen Anwendungsdokument zum Eurocode 7 (DIN EN 1997-1), der vereinheitlichte europäische Regelungen zur Geotechnik enthält.